# Hypoestes aristata
Espèce
Synonymes
- Hypoestes antennifera S. Moore[1]
- Hypoestes aristata (Vahl) Sol. ex Roem. & Schult. (Vahl) Sol. ex Roem. & Schult. (préféré par UICN)[2]
- Hypoestes barteri T. Anderson[1]
- Hypoestes insularis T. Anderson[1]
- Hypoestes plumosa E.Mey.[1]
- Hypoestes staudtii Lindau[1]
- Justicia aristata Vahl[1] [2]

Statut de conservation UICN

 LC  : Préoccupation mineure
Hypoestes aristata (Vahl) Sol. ex Roem. & Schult. est une espèce de plantes à fleurs de la famille des Acanthaceae et du genre Hypoestes, présente en Afrique tropicale.

## Liste des variétés
Selon Catalogue of Life (6 janvier 2018) :
- variété Hypoestes aristata var. alba
- variété Hypoestes aristata var. thiniorum

Selon Tropicos (6 janvier 2018) (Attention liste brute contenant possiblement des synonymes) :
- variété Hypoestes aristata var. alba K. Balkwill
- variété Hypoestes aristata var. aristata
- variété Hypoestes aristata var. barteri (T. Anderson) Benoist
- variété Hypoestes aristata var. insularis (T. Anderson) Benoist
- variété Hypoestes aristata var. kikuyensis Benoist
- variété Hypoestes aristata var. letestui Benoist
- variété Hypoestes aristata var. macrophylla Nees
- variété Hypoestes aristata var. staudtii (Lindau) Benoist
- variété Hypoestes aristata var. thiniorum K. Balkwill

## Distribution
C'est une espèce très répandue que l'on rencontre en Afrique tropicale depuis le Nigeria jusqu'en Éthiopie, également vers le sud, jusqu'en Afrique du Sud.

## Utilisation
Dans plusieurs pays on lui attribue diverses propriétés médicinales.